# حمیرا اکاخیل
حمیرا اکاخیل (زاده: ۱۳۵۶، ولایت بلخ) سیاست‌مدار افغانستانی و نماینده مردم بلخ در دوره پانزدهم مجلس نمایندگان افغانستان بود.

## زندگی‌نامه
حمیرا اکاخیل متولد ۱۳۵۶ از ولایت بلخ افغانستان است. وی تحصیلات خود را در رشته ادبیات تا مقطع لیسانس از دانشگاه کابل به اتمام رسانده‌است.

## دیگر فعالیت‌ها
- گویندگی برای رسانه‌های رادیویی و تلویزیونی از جمله رادیو نوبهار و رادیو رابعه بلخی.[۱]